# Apulia et Calabria
Apulia et Calabria era il nome di una provincia romana istituita con la riforma amministrativa di Diocleziano a cavallo tra il III e il IV secolo. Nelle divisioni amministrative dell'Impero romano rientrava nella prefettura d'Italia.

## Geografia
La provincia ricalcava a grandi linee i confini della preesistente regio II Apulia et Calabria, comprendente i territori dell'Apulia, dell'allora Calabria (l'attuale Salento) nonché dell'ex Samnium Hirpinum (l'Irpinia). Si affacciava a nord e a est sul mare Adriatico, a sud sul mar Ionio, mentre a ovest confinava con la Lucania, la Campania e il Sannio.
Almeno in una prima fase la provincia di Apulia et Calabria (al pari della Regio II) era nettamente più estesa rispetto all'attuale regione Puglia, poiché comprendeva anche alcune fasce periferiche delle odierne regioni Basilicata, Campania e Molise. Entro la metà del IV secolo la provincia dovette però cedere la città di Beneventum alla Campania e le città di Larinum e Teanum al Sannio, con conseguente perdita dell'intera valle del Fortore; tuttavia l'altipiano irpino (con Aeculanum) e la zona del Vulture (con Venusia) continuarono a farne parte.

## Amministrazione
La sede del governatore (corrector Apuliae et Calabriae) era con ogni probabilità Canusium.
Nell'età di Valentiniano I, tra il 28 marzo del 364 e il 24 agosto del 367, è comunque documentata la presenza di un corrector Apuliae et Calabriae a Luceria, dove vengono edificati un secretarium e un tribunal, che qualche autore ritiene possa trattarsi di un rifacimento o un ampliamento di strutture preesistenti. Sembrerebbe dunque che, oltre alla sede principale di Canusium, esistessero altri uffici secondari in cui il corrector si recava saltuariamente per esigenze amministrative o per assicurare l'ordine pubblico e la giustizia.

### Correctores
- Ulpius Alenus[7] (305-310)
- (Vibonius ?) Caecilianus, due volte (prima del 326 o forse del 312)
- Lucius Nonius Verus (forse per la seconda volta, 317-324)
- Marco Aurelio Consio Quarto (stesso periodo di Nonius Verus)
- Volusio Venusto (326-333)
- Clodio Celsino Adelfio (? 333)
- Attio Insteio Tertullo Populonio (prima del 359?)
- Annius Antiochus (355-361)
- [...]anus (364-367)[8]
- Anonimo (384?)
- Flavius Sexio (379-394)
- Anonimo (398-400/401)
- Orontius (prima del 427-428)
- Aelius Restitutianus (IV-V secolo)
- Flavianus (?)
- Furio Claudio Togio Quintillo (IV secolo)
- Flavianus Cornelius Marcellinus (IV secolo)
- Cassius Ruferius (V secolo)
- Constantinus (492-496)